# BMW 5系列 GT
BMW 5系列 GT是BMW公司所生產的5系列中的一個車款。它的開發代碼為 F07。在2009年開始生產。2009年第四季在美國的售價在$57,500到$99,170美元之間。